# Henk Veldmate
Henk Veldmate (Schalkhaar, 21 januari 1957) is een Nederlands voormalig voetballer en voetbalbestuurder.
Veldmate kwam als voetballer tussen 1976 en 1989 achtereenvolgens uit voor Go Ahead Eagles, FC Groningen, SC Cambuur, opnieuw Go Ahead Eagles en SC Veendam. Hij heeft in zijn voetbalcarrière 207 wedstrijden gespeeld en 29 doelpunten gescoord.
Vanaf 1998 was hij manager technische zaken bij FC Groningen. Op 4 januari 2016 tekende Veldmate een contract bij Ajax als hoofd scouting. Hij volgde in die functie Marc Overmars op, die dit sinds juli 2012  was. Per 15 juni 2023 verliet Henk Veldmate Ajax om terug te keren bij FC Groningen als Hoofdscout.
Veldmate heeft twee zoons; Jeroen Veldmate en Mark Veldmate, die allebei profvoetballer zijn.